# Mathilde Schæfer
Mathilde Dahl Schæfer (født. 13. juli 1997) er en kvindelig dansk håndboldspiller, der spiller som venstre back for Nykøbing Falster Håndboldklub, siden 2019.
Hun har tidligere spillet i Gudme HK, Odense Håndbold og DHG Odense.